# Renaud Gauquelin
Pour les articles homonymes, voir Gauquelin.
Renaud Gauquelin, né le 7 novembre 1954 à Paris, est un homme politique français, membre du Parti socialiste.

## Biographie
Après avoir commencé sa carrière comme médecin urgentiste, Renaud Gauquelin exerce depuis 1981 comme médecin à Sathonay-Village, tandis qu'il est conseiller municipal de Sathonay-Camp de 1983 à 1989 et de 1995 à 2001.
Membre du Parti socialiste en 1973, il est élu conseiller général du Rhône en 1997, dans le canton de Rillieux-la-Pape, au deuxième tour d'une élection partielle face à un candidat du Front national et réélu en 1998. Élu au conseil municipal de Rillieux-la-Pape en mars 2001, il devient premier adjoint, chargé des sports, de Jacky Darne auquel il succède comme maire en décembre 2005. Réélu en mars 2008 avec son équipe municipale sur le score de 55 % face à une liste MoDem-UMP, il siège au conseil d'administration du Sytral jusqu'en mars 2011. Il est secrétaire général de l'association Ville et Banlieues entre avril 2008 et novembre 2011 avant d'en être élu président. Après sa réélection comme conseiller général du Rhône en mars 2004, puis en mars 2011, avec un score de 67 % face à un candidat FN, il siège désormais au conseil d'administration de la Société d'équipement du Rhône et de Lyon (SERL). 
En juin 2012, il est candidat dans la 7e circonscription du Rhône comme suppléant d'Hélène Geoffroy qui est élue.
Le 30 mars 2014, au second tour des élections municipales, la liste d'union de la gauche qu'il conduit n'obtient que 39,24 % des voix, derrière celle de l'union de la droite emmenée par Alexandre Vincendet qui l'emporte avec 48,78 % des voix. Renaud Gauquelin continue de siéger comme conseiller municipal.
Le 11 mars 2016, il devient député de la 7e circonscription du Rhône, en remplacement d'Hélène Geoffroy nommée secrétaire d'État un mois plus tôt. Il est éliminé au premier tour lors des législatives de 2017.

## Synthèse des mandats
- Conseiller municipal de Sathonay-Camp de 1983 à 1989 et de 1995 à 2001 ;
- 1er adjoint au maire de Rillieux-la-Pape, chargé des sports de 2001 à 2005 ;
- Maire de Rillieux-la-Pape de 2005 à 2014 ;
- Président de l'Association des maires ville et banlieue de France de 2011 à 2014 ;
- Conseiller municipal de Rillieux-la-Pape de 2014 à 2020 ;
- Conseiller général du canton de Rillieux-la-Pape de décembre 1997[4] à décembre 2014 ;
- Député de la septième circonscription du Rhône de mars 2016 à juin 2017.